# Kévin Page
Kevin Page, né le 21 avril 1975 à Briançon, est un skieur alpin et un entraineur de ski français.

## Biographie
Il est membre de l'équipe de France de ski alpin entre 1994 et 2004.
Il dispute deux éditions des championnats du monde juniors en 1993 et 1994 avec une 13e place dans le slalom géant 1994 comme meilleur résultat.
Il est sacré Champion de France du combiné en 1996 aux Menuires. Cette même année il est vice-champion de France de slalom. Il sera en tout 4 fois vice-champion de France de slalom entre 1996 et 2002 !
En coupe du monde, il obtient 5 tops-15 en slalom avec pour meilleure performance une 9e place sur le slalom parallèle de Sestrières en février 2002.
En 2003, il se classe 14e des championnats du monde de slalom à Saint-Moritz.
Après sa carrière sportive, il devient entraineur du club de ski de Serre-Chevalier entre 2004 et 2017.
Il est appelé en 2017 pour entrainer le groupe technique de l'équipe de France de ski en remplacement de Claude Crétier. En 2023, il prend la responsabilité de ce groupe technique et remplace Frédéric Perrin promu directeur des équipes de France masculines.

## Palmarès

### Championnats du monde
| Épreuve / Édition          | Slalom |
| Mondiaux 2003 Saint-Moritz | 14e    |

### Coupe du monde
- Meilleur classement général : 76e en 1997.
- Meilleur classement de slalom : 29e en 1997.

5 tops-15 en slalom
- Meilleur résultat sur une épreuve de slalom : 9e à Sestrières en février 2002 (slalom parallèle)

#### Classements
| Saison / Épreuve | Saison / Épreuve | Général | Général | Slalom | Slalom |
| ---------------- | ---------------- | ------- | ------- | ------ | ------ |
| Saison / Épreuve | Saison / Épreuve | Class.  | Points  | Class. | Points |
| 1996-1997        | 1996-1997        | 76e     | 64      | 29e    | 64     |
| 1997-1998        | 1997-1998        | 90e     | 36      | 34e    | 36     |
| 1998-1999        | 1998-1999        | 109e    | 20      | 45e    | 20     |
| 2002-2003        | 2002-2003        | 104e    | 29      | 39e    | 29     |

### Championnats du monde junior
| Épreuve / Édition                    | Descente | Super G | Slalom géant | Slalom |
| Mondiaux 1993 Montecampione / Colere | 42e      | 18e     | -            | 30e    |
| Mondiaux 1994 Lake Placid            | 30e      | 23e     | 13e          | -      |

### Coupe d'Europe
15 tops-10 dont 2 podiums :
- 3e sur le slalom de Krompachy en février 1997
- 3e sur le slalom de Zoldo en février 2002

#### Classements
| Saison / Épreuve | Saison / Épreuve | Général | Général | Slalom géant | Slalom géant | Slalom | Slalom |
| ---------------- | ---------------- | ------- | ------- | ------------ | ------------ | ------ | ------ |
| Saison / Épreuve | Saison / Épreuve | Class.  | Points  | Class.       | Points       | Class. | Points |
| 1995-1996        | 1995-1996        | 22e     | 70      | 48e          | 5            | 9e     | 65     |
| 1996-1997        | 1996-1997        | 51e     | 164     | 65e          | 19           | 19e    | 145    |
| 1997-1998        | 1997-1998        | 74e     | 97      | 75e          | 5            | 23e    | 92     |
| 1998-1999        | 1998-1999        | 120e    | 40      | -            | -            | 50e    | 40     |
| 1999-2000        | 1999-2000        | 97e     | 66      | -            | -            | 33e    | 66     |
| 2000-2001        | 2000-2001        | 127e    | 21      | -            | -            | 63e    | 21     |
| 2001-2002        | 2001-2002        | 60e     | 131     | -            | -            | 17e    | 131    |
| 2002-2003        | 2002-2003        | 119e    | 50      | -            | -            | 46e    | 50     |

### Championnats de France

#### Élite
| Édition / Epreuve                          | Descente | Super G | Slalom géant | Slalom | Combiné |
| ------------------------------------------ | -------- | ------- | ------------ | ------ | ------- |
| Championnats 1995 Les Arcs                 | 21e      | 34e     | 4e           | 5e     |         |
| Championnats 1996 Les Menuires             | 23e      | 18e     | 8e           | Argent | Or      |
| Championnats 1997 Alpe d'Huez              | 36e      | -       | 14e          | Argent |         |
| Championnats 1998 Serre Chevalier          | 27e      | 7e      | -            | Ab     |         |
| Championnats 1999 La Clusaz                | -        | 13e     | -            | Argent |         |
| Championnats 2001 Alpe d'Huez / Courchevel | -        | 14e     | -            | 7e     |         |
| Championnats 2002 Megève / Val d'Isère     | -        | 14e     | -            | Argent |         |
| Championnats 2004 Flaine / Les Carroz      | -        | -       | -            | 5e     |         |